# Quận của Luxembourg

Quận của Luxembourg

Quận của Luxembourg (tiếng Pháp: districts, tiếng Đức: Distrikte, tiếng Luxembourg: Distrikter) trước đây là đơn vị hành chính cấp cao nhất của Đại công quốc Luxembourg. Các quận được chia nhỏ thành các tổng (vẫn còn tồn tại):
1. Diekirch:

- Diekirch (tổng)
- Clervaux (tổng)
- Redange (tổng)
- Vianden (tổng)
- Wiltz (tổng)

1. Grevenmacher:

- Grevenmacher (tổng)
- Echternach (tổng)
- Remich (tổng)

1. Luxembourg:

- Luxembourg (tổng)
- Capellen (tổng)
- Esch-sur-Alzette (tổng)
- Mersch (tổng)

Các tổng được được tổ chức vào ngày 24 tháng 9 năm 1843. Quận Mersch được tạo ra từ các tổng Mersch và Redange. vào năm 1857. Tuy nhiên, quận thứ tư này đã bị bãi bỏ vào năm 1867.